# Expectativa
Una expectativa és una previsió del que és més probable que succeeixi i, per tant, l'anticipació d'aquest fet. Pot ser individual o col·lectiva, basada en una simple creença, en la intuïció, en l'anàlisi racional de l'escenari present o en la probabilitat. Quan les expectatives no es compleixen, es parla de decepció i quan es formulen com a lleis, es parla d'una hipòtesi. Si un esdeveniment futur s'allunya molt de les expectatives formulades o bé no era esperat en cap forma, es produeix una sorpresa.
Les expectatives influeixen sovint en el decurs dels esdeveniments, per exemple en el cas de la profecia autorrealitzada només pel fet d'esperar un determinat resultat, es posen les condicions perquè aquest s'assoleixi. Fins i tot pot causar un efecte impossible a priori, com passa en el cas del placebo, on l'expectativa de patir uns símptomes pot provocar una reacció física en absència de medicament. Igualment, pel mecanisme de la suggestió o persuasió, una expectativa individual pot esdevenir grupal, afavorint el resultat esperat per la suma de persones que el provoquen. Això ocorre en els sostres de vidre, per exemple, a causa dels rols de gènere socials, i de la dominació que exerceix el poder mitjançant els mitjans de comunicació i la cultura.
L'anticipació és un mecanisme adaptatiu que modela el pensament i permet que els individus economitzin temps de resposta, intentant preveure el futur, disminuint l'atzar i preparant-se per a l'escenari futur. Per això les expectatives formen part de la concepció social bàsica, on cadascú projecta un jo desitjable, fa conjectures sobre el temps de l'avenir col·lectiu i personal i es comporta per satisfer les expectatives favorables. També afecten a la relació personal entre subjectes, ja que tothom té unes expectatives sobre la conducta aliena i els individus intenten conformar-se a aquest patró o imatge de l'altre a fi de no decebre'l. La personalitat i les anteriors experiències faran que aquestes expectatives sobre els altres siguin d'una manera determinada i que se'ls atorgui més o menys importància quan recauen sobre un mateix, afectant l'autoconcepte.